# 清水谷公正
清水谷 公正（しみずだに きんなお）は、江戸時代後期から明治期にかけての公卿。清水谷実揖の子。官位は従二位・権中納言。清水谷家22代当主。安政勤王八十八廷臣の1人に数えられる。

## 経歴
有栖川流書道や和歌に長けていた。文久2年（1862年）2月15日参議となる。
明治元年には正三位・権中納言に叙せられる。明治8年（1875年）3月10日、家督を次男・公考に譲り隠居する。明治16年（1883年）75歳で没する。

## 系譜
- 父：清水谷実揖
- 母：不詳
- 正室：幾久 - 萩原員維四女
  - 男子：清水谷公考
- 家女房：富江 - 桂衛守娘
- 生母不明の子女
  - 男子：清水谷実睦
  - 女子： - 徳川家上臈
  - 女子：津万 - 荒尾成裕正室
  - 男子：観静 - 観音寺
  - 男子：実穆
  - 男子：実循 - 権律師
  - 女子：豊子 - 典侍
  - 四女：千枝子 - 宍戸璣室
  - 男子：鼎丸